# Tallkrogen
Tallkrogen est un quartier du district de Farsta à Stockholm en Suède.

## Description
Tallkrogen est un quartier de Söderort qui borde Gamla Enskede, Gubbängen et Svedmyra. 
Tallkrogen est une des cités-jardins à Stockholm.
Le centre du quartier se situe autour de la place Tallkrogsplan et à l'intersection Victor Balcks väg / Tallkrogsvägen. Le centre lui-même a été inauguré en 1943. Il y a longtemps eu de nombreux petits commerces comme des tabacs et des journaux, une boulangerie artisanale, une mercerie, des poissonneries, des primeurs et des cordonniers. 
La plupart des petits commerces ont aujourd'hui disparu, il y a aujourd'hui, entre autres, une épicerie et une station de métro.

## Transports
Au début, les habitants de Tallkrogen devaient se rendre à Gamla Enskede et prendre la ligne de tramway 8 jusqu'à Slussen.
Mais dès 1935, la ligne de bus 75 fut mise en circulation en direction de Skanstull. 
Le dernier arrêt était l'intersection Lingvägen / Victor Balcksväg. 
La station de métro Tallkrogen est sur la ligne T18 du métro de Stockholm.
Située à l'extrémité nord de la rue Victor Balcksväg, la station de métro Tallkrogen a été inaugurée le 1er octobre 1950. 
Aujourd'hui, il existe également une ligne de bus qui dessert Gubbängen-Tallkrogen-Svedmyra en semaine.

## Galerie

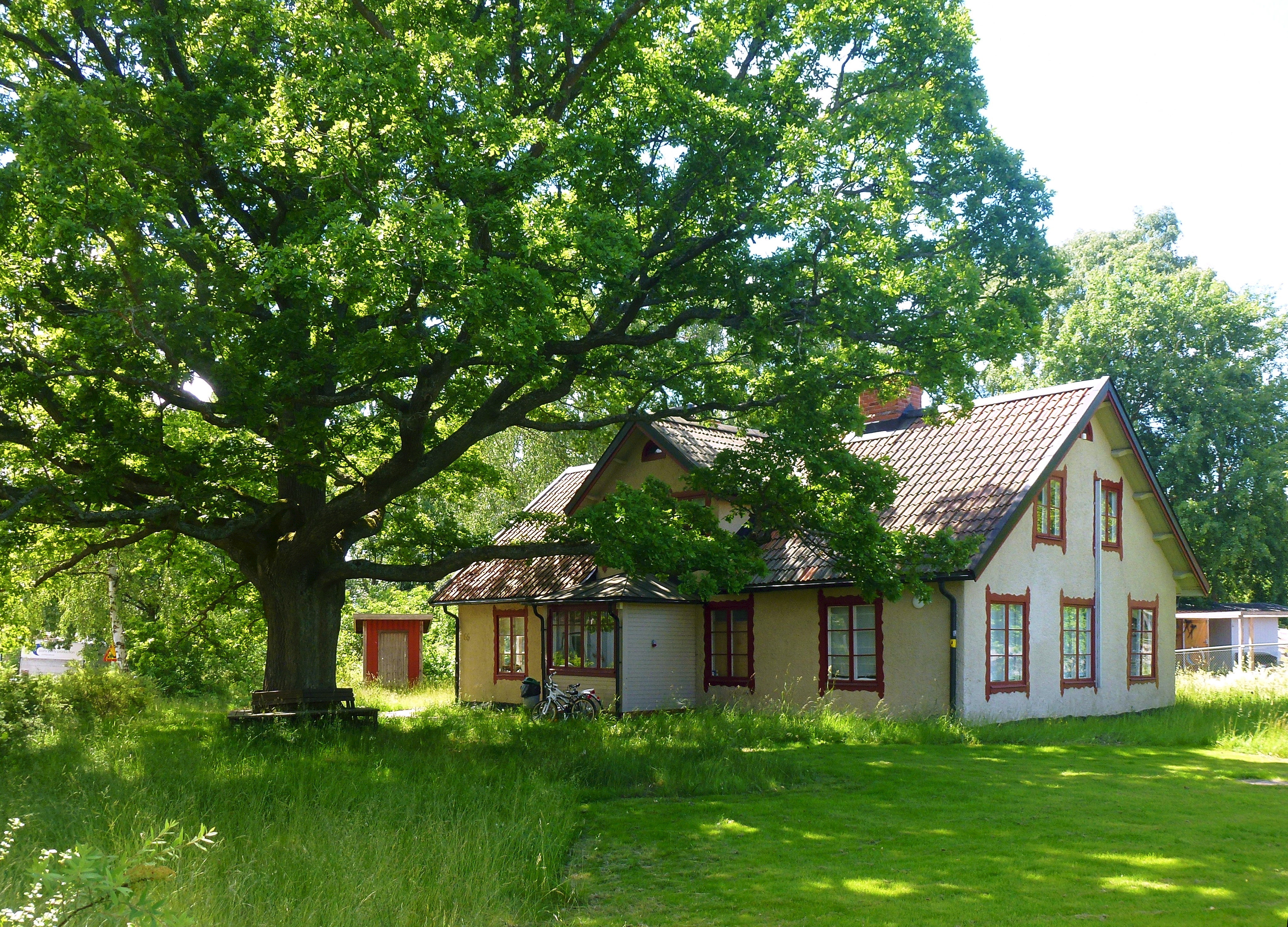
Mossens gård en 2015
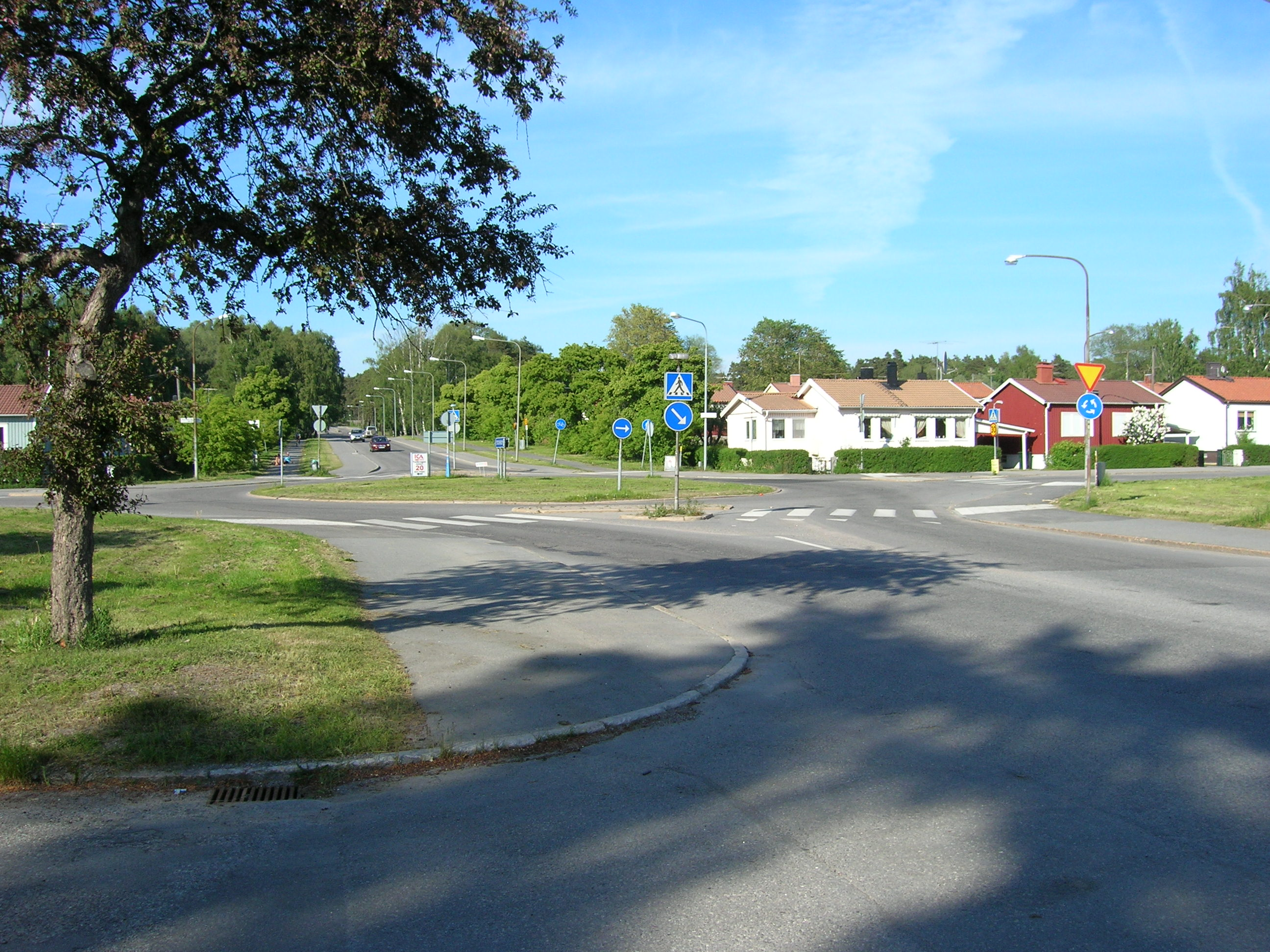
Rond-point Lingvägen-Viktor Balcks väg
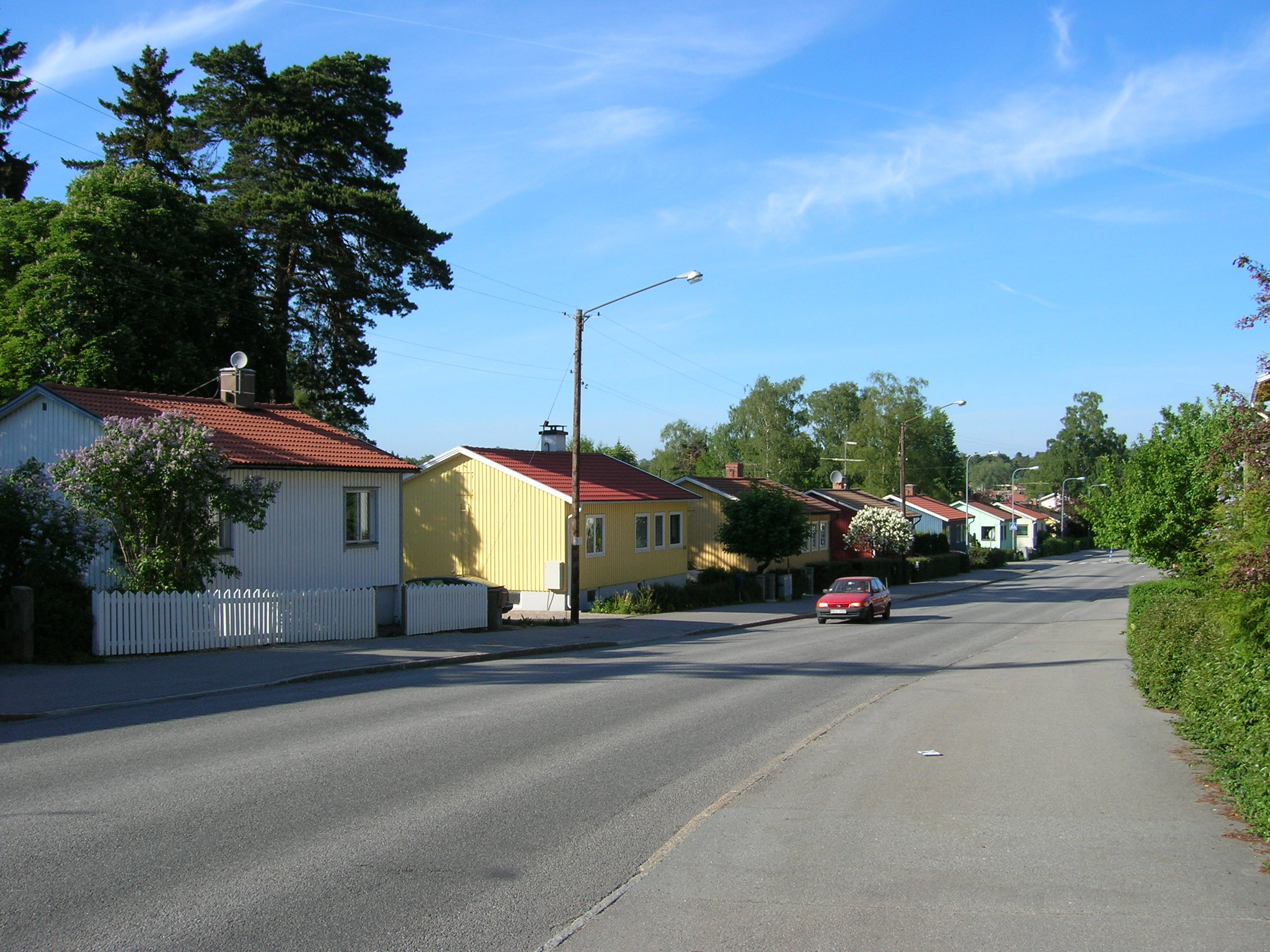
Lingvägen.
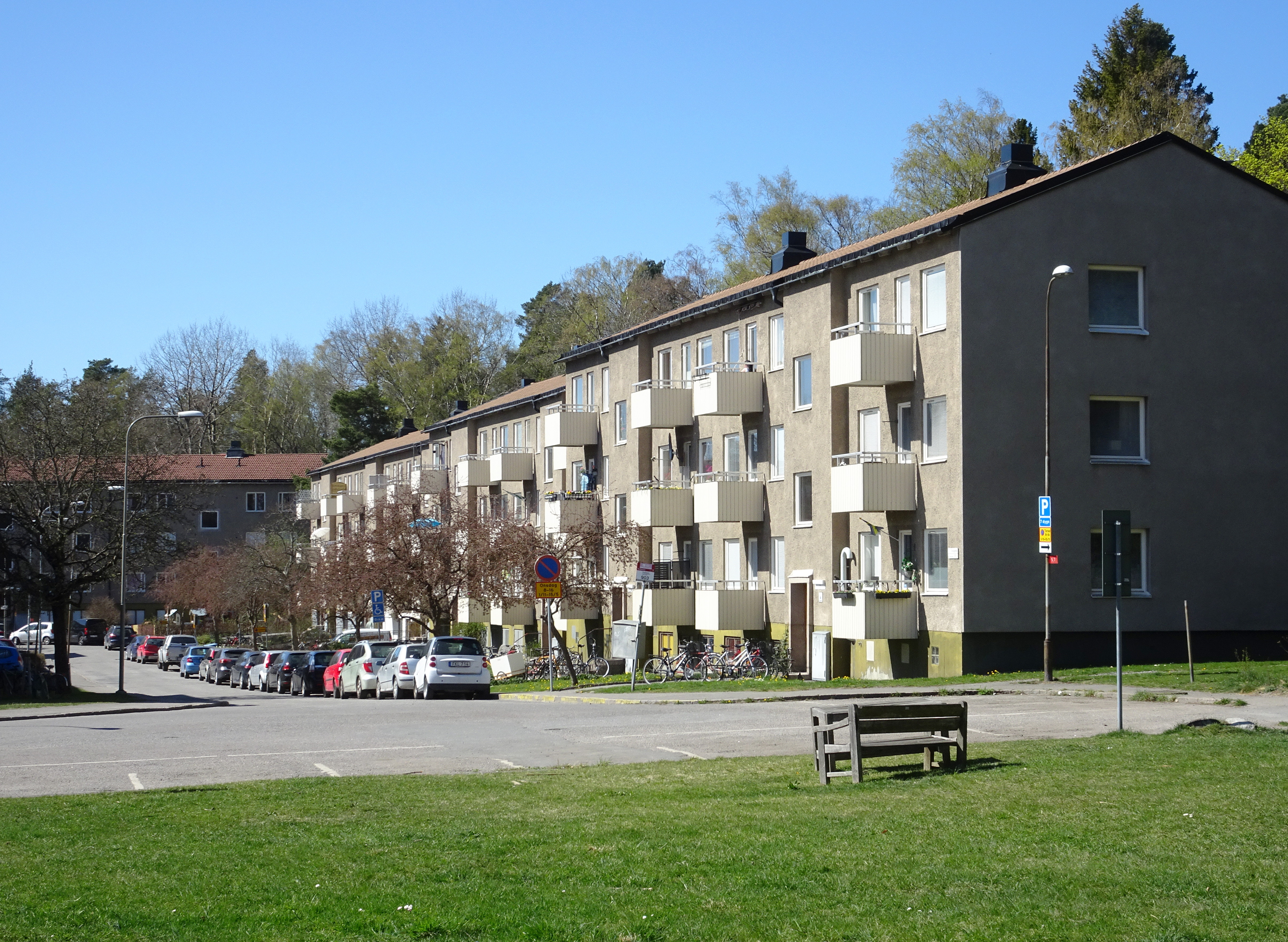
Torögatan.

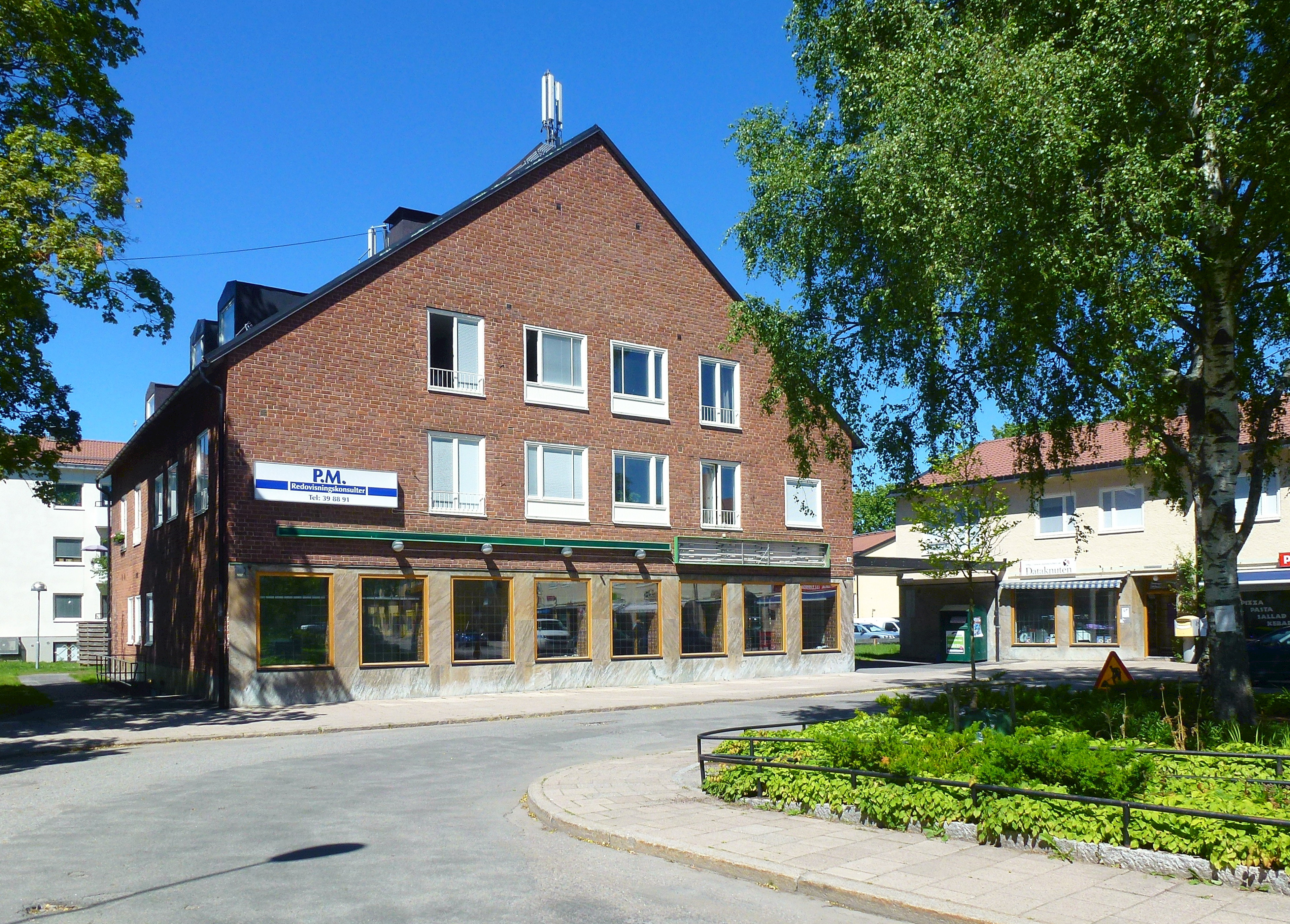
Tallkrogsplan 90
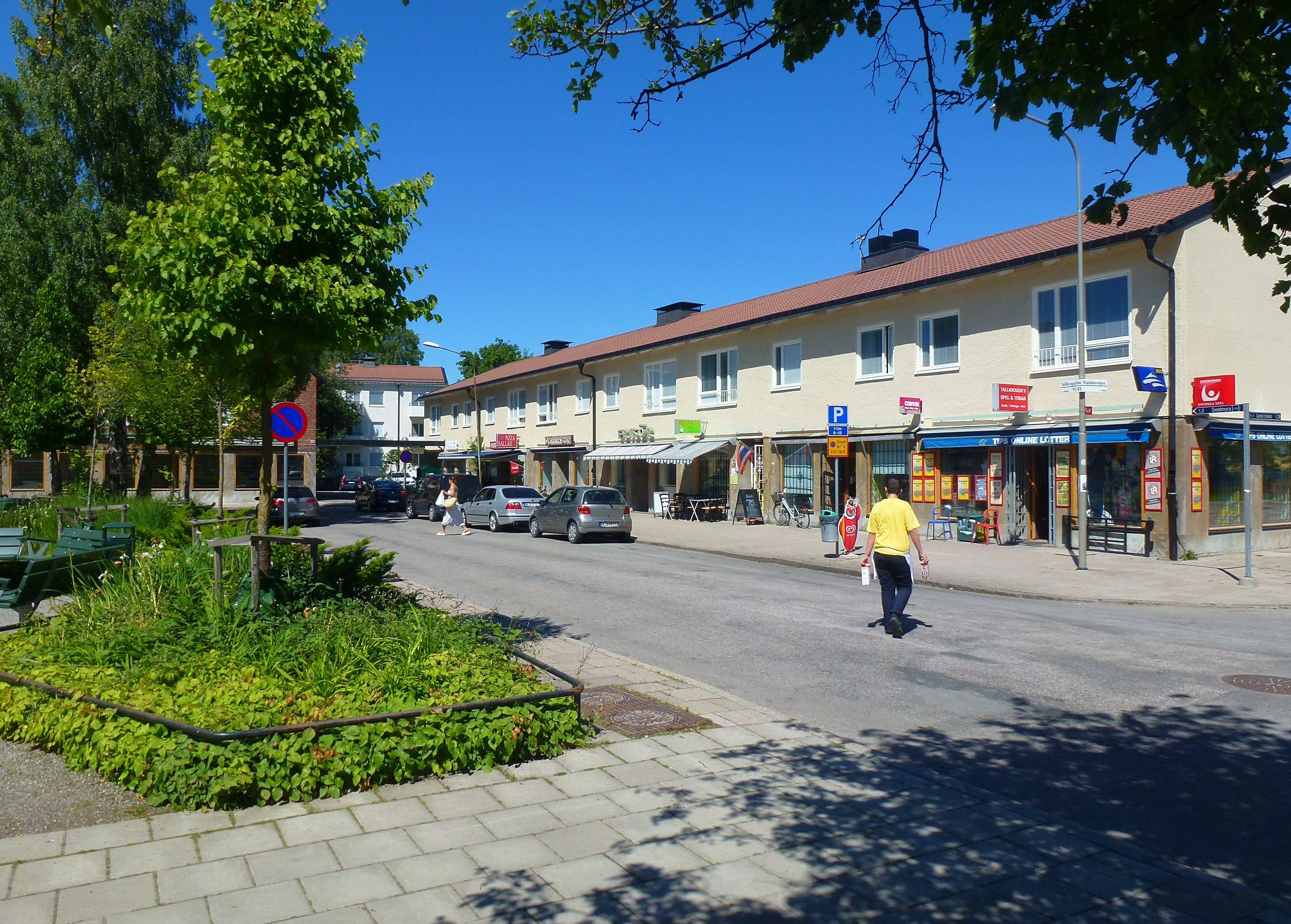
Tallkrogsplan.
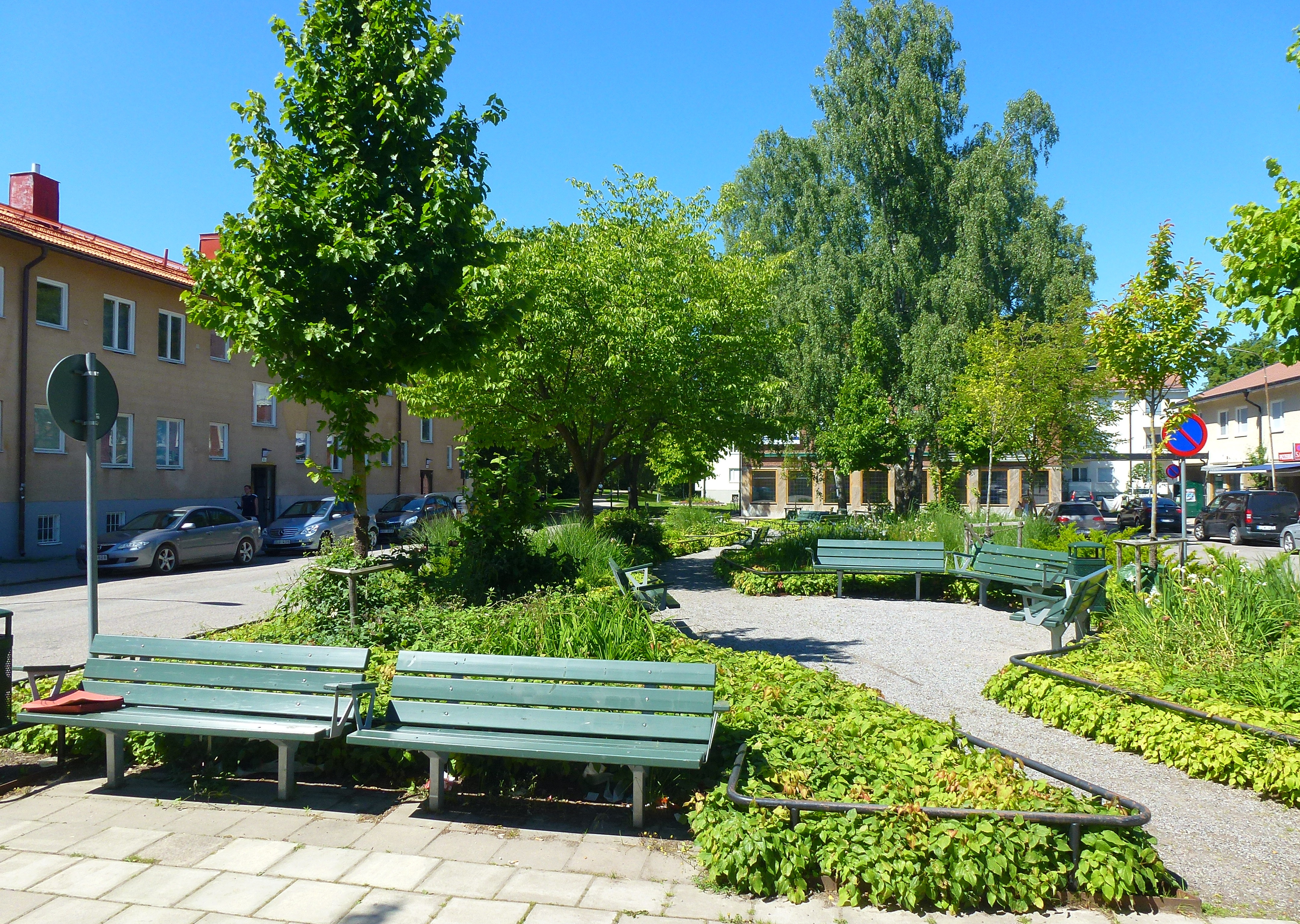
Tallkrogsplan.
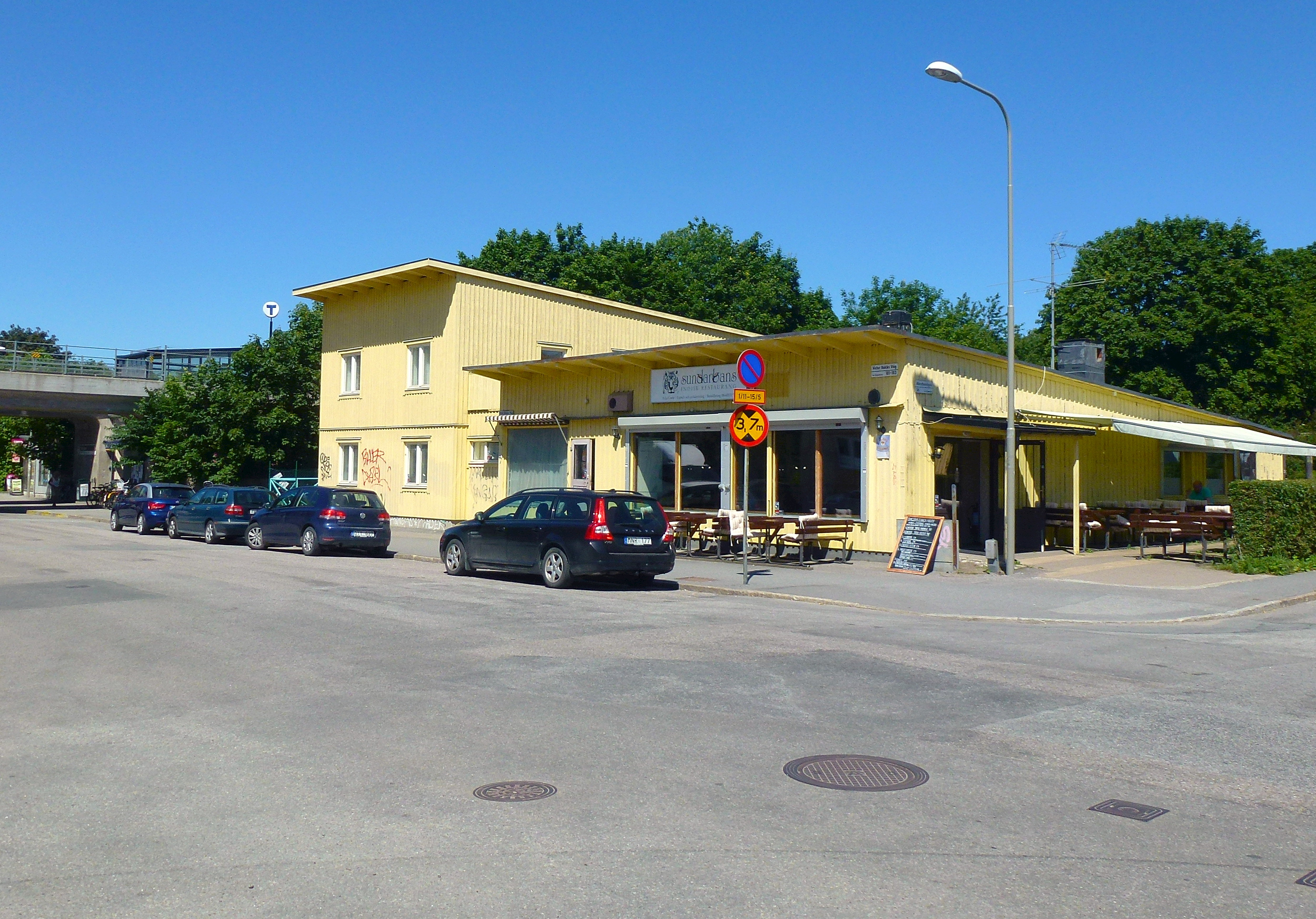
Kvarteret Gymnasten.